# 菲尔兹奖
菲尔兹奖（英語：Fields Medal），正式名称为国际杰出数学发现奖（英語：International Medals for Outstanding Discoveries in Mathematics），是一個在国际数学联盟的國際數學家大會上頒發的獎項。每四年评选2-4名有卓越贡献且年龄不超过40岁的数学家。得奖者须在该年元旦前未满四十岁。
奖项以加拿大數學家约翰·查尔斯·菲尔兹的名字命名。菲爾兹筹备设立该奖，并在遗嘱中捐出47,000元给奖项基金。
菲尔兹奖被认为是年轻数学家的最高荣誉，和阿贝尔奖均被称为数学界的諾貝爾獎。奖金有15,000加拿大元，约合13,767美元。而阿贝尔奖的奖金有600万挪威克朗，约合100万美元，更接近诺贝尔奖。

## 起源和演變
菲爾茲獎原意在平息國際數學界的紛爭。第一次世界大戰後，國際數學界產生了分裂，法國和比利時數學家堅持國際數學家大會不准德國及同盟國數學家參加。1924年的大會原本由美國取得主辦權，但是因為排除德國的條件，美國主辦方發現難以取得贊助商支持。约翰·查尔斯·菲尔兹於是接手，改由加拿大主辦。該屆大會的國際參與度很糟糕，但取得不錯的盈餘。菲爾茲臨終前不久留下備忘錄，題為「International Medals for Outstanding Discoveries in Mathematics」，以該筆款項設立獎項，在每屆國際數學家大會頒發。他原來沒有設下明確得獎條件，也要求不用任何人或地方名字命名，僅以大篇幅說明設立獎項及管理的程序，並說「委員會應有儘可能多的自由」去決定得獎者。1932年的國際數學家大會，任命了菲爾茲獎委員會，選出1936年第一屆的得獎者。起初每屆授與兩名數學家，1966年增加到最多四名。
約翰·查爾斯·菲爾茲在文中表示該獎項應「表揚已完成的工作」以及「同時也為了鼓勵得獎者取得進一步成就」。他的話被人解釋為授予年輕的數學家，但他的本意在避免各國間有令人不快的比較。早期的菲爾茲獎委員會選定得獎者時，有意迴避那些已經取得顯著成就和地位的年輕數學家，稱他們無需更多鼓勵，而是選擇做出重要工作，但未獲得足夠關注的數學家，既是為了扶掖有潛質的年輕數學家，推動數學各個領域的未來發展，也可用不是最優秀者得獎為理由，避免各國爭議。不過委員往往就授獎條件各持己見，使得難以決定。直至1966年菲爾茲獎委員會主席喬治·德拉姆定下40歲的界線，因為40是包括以往全部得獎者的最小的齊頭數，從此菲爾茲獎才成為授予最傑出成就的年輕數學家獎項。菲爾茲獎設立之後，最初無人將之比作諾貝爾獎。然而1966年的獲獎者之一斯蒂芬·斯梅爾因為積極反對越戰，被美國眾議院非美活動調查委員會召見，但他不但不出席調查委員會，反而前往蘇聯莫斯科領獎。他的同事向外界辯護，便說菲爾茲獎在數學界的地位有如諾貝爾獎，這一說法被各大新聞媒體反覆引用，創造出「數學的諾貝爾獎」別名。至於2003年開始頒發的阿貝爾獎，則是直接依照諾貝爾獎而設立的數學獎。

## 獎章設計

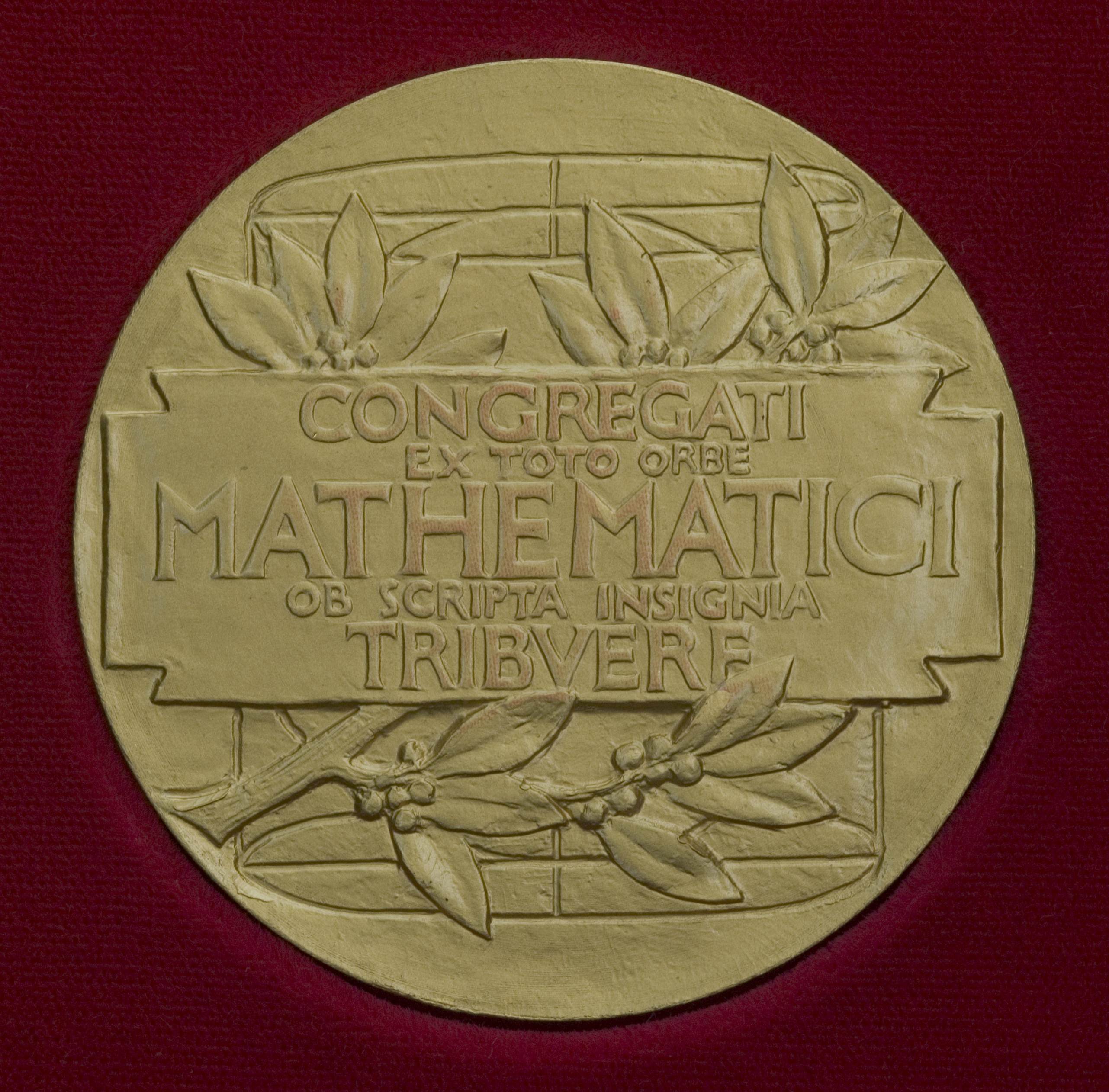
獎章背面

獎章由加拿大雕塑家羅伯特·泰特·麥肯齊（Robert Tait McKenzie）設計。按照菲爾茲的想法，為顯出獎章的國際性而用拉丁文及希臘文。正面有古希臘科學家阿基米德右側頭像。在頭像旁刻上希臘文，意思為「阿基米德的（頭像）」。又刻上作者名字縮寫RTM，和設計年份的羅馬數字MCNXXXIII（1933年，第二個M字以N代替），還有一句拉丁文，意為「超越他的心靈，掌握世界」，出自羅馬詩人馬爾庫斯·馬尼利烏斯（Marcus Manilius）的著作《天文學》（Astronomica）卷四第392行。句中（他的）原文作（你的）。
獎章背面刻有拉丁文，意為「聚集自全球的數學家，為了傑出著作頒發（獎項）」。其背景前方為月桂花樹枝，是古代希臘羅馬編織為桂冠給勝利者戴上；後方為圓柱內切球體，是阿基米德最滿意的結果，而且吩咐刻在其墓碑上的。
獎章邊緣上刻上得獎者姓名。

## 得主列表
| 年份   | 國際數學家大會地点     | 得主                                                                            | 獲獎時国籍，歲數                                                         |
| ------ | ---------------------- | ------------------------------------------------------------------------------- | ------------------------------------------------------------------------ |
| 2022年 | 线上                   | 雨果·迪米尼-科潘 许埈珥 詹姆斯·梅纳德 马林娜·维亚佐夫斯卡                       | 法國，36岁 · 美国，39岁 · 英国，35岁 · 乌克兰，37岁                      |
| 2018年 | 巴西里约热内卢         | 考切尔·比尔卡尔 阿莱西奥·菲加里 彼得·朔尔策 阿克沙伊·文卡泰什                   | 伊朗，现居中国，40岁 · 義大利，34岁 · 德国，30岁 · ， 印度出生，36岁     |
| 2014年 | 首爾                   | 阿图尔·阿维拉 曼久尔·巴尔加瓦 马丁·海雷尔 瑪麗安·米爾札哈尼                     | 巴西； 法國，35歲 · 加拿大； 美国，40歲 · 奥地利，38歲 · 伊朗，37歲      |
| 2010年 | 印度海得拉巴           | 厄隆·林登斯特劳斯 吴宝珠 斯塔尼斯拉夫·斯密尔诺夫 赛德瑞·维拉尼                  | 以色列，40岁 · 越南； 法國，37岁 · 俄羅斯，39岁 · 法國，36岁             |
| 2006年 | 西班牙馬德里           | 安德烈·奧昆科夫 格里戈里·佩雷尔曼（拒辭不受） 陶哲轩 文德林·維爾納              | 俄羅斯，37歲 · 俄羅斯，40歲 · ，31歲 · 法國，38歲                        |
| 2002年 | 中国北京               | 洛朗·拉福格 符拉基米尔·弗沃特斯基                                               | 法國，36歲 · 俄羅斯，36歲                                                |
| 1998年 | 德国柏林               | 理查德·博赫兹 威廉·蒂莫西·高爾斯 马克西姆·孔采维奇 柯蒂斯·麥克馬倫              | 英国，生於南非，39歲 · 英国，35歲 · 俄羅斯，34歲 · 美国，40歲            |
| 1994年 | 瑞士苏黎世             | 讓·布爾甘 皮埃爾-路易·利翁 讓-克里斯托夫·約科茲 葉菲姆·澤爾曼諾夫               | 比利时，40歲 · 法國，38歲 · 法國，37歲 · 俄羅斯，39歲                    |
| 1990年 | 日本京都               | 弗拉基米爾·德林費爾德 沃恩·弗雷德里克·兰德尔·琼斯 森重文 爱德华·威滕            | 苏联，36歲 · 新西兰，38歲 · 日本，39歲 · 美国，39歲                      |
| 1986年 | 美国加利福尼亚州伯克利 | 西蒙·唐纳森 格尔德·法尔廷斯 邁克爾·哈特利·弗里曼                                | 英国，29歲 · 西德，32歲 · 美国，35歲                                     |
| 1982年 | 波蘭华沙               | 阿兰·孔涅 威廉·瑟斯顿 丘成桐                                                    | 法國，35歲 · 美国，36歲 · 美国，33歲                                     |
| 1978年 | 加拿大溫哥華           | 皮埃爾·德利涅 查尔斯·费夫曼 格列戈里·亞歷山德羅維奇·馬爾古利斯 丹尼爾·格雷·奎林 | 比利时，34歲 · 美国，29歲 · 苏联，32歲 · 美国，38歲                      |
| 1974年 | 芬兰赫尔辛基           | 恩里科·邦別里 大卫·芒福德                                                       | 義大利，34歲 · 美国，生於英國，37歲                                      |
| 1970年 | 法國尼斯               | 艾伦·贝克 廣中平祐 谢尔盖·诺维柯夫 約翰·格里格斯·湯普森                         | 英国，31歲 · 日本，39歲 · 苏联，32歲 · 美国，38歲                        |
| 1966年 | 苏联莫斯科             | 迈克尔·阿蒂亚 保罗·寇恩 亞历山大·格罗滕迪克 斯蒂芬·斯梅爾                       | 英国，37歲 · 美国，32歲 · 德国出生，無國籍，居於 法國，38歲 · 美国，36歲 |
| 1962年 | 瑞典斯德哥尔摩         | 拉爾斯·赫爾曼德 约翰·米尔诺                                                     | 瑞典，31歲 · 美国，31歲                                                  |
| 1958年 | 英国蘇格蘭爱丁堡       | 克勞斯·弗里德里希·羅思 勒内·托姆                                                | 英国，33歲 · 法國，35歲                                                  |
| 1954年 | 荷蘭阿姆斯特丹         | 小平邦彥 让-皮埃尔·塞尔                                                         | 日本，39歲 · 法國，28歲                                                  |
| 1950年 | 美国马薩諸塞州剑桥     | 洛朗·施瓦茨 阿特勒·塞爾貝格                                                     | 法國，35歲 · 挪威，33歲                                                  |
| 1936年 | 挪威奥斯陆             | 拉爾斯·瓦萊里安·阿爾福斯 杰西·道格拉斯                                          | 芬兰，29歲 · 美国，39歲                                                  |

### 世界各国菲尔兹奖人数
| 美国                    | 15 |  |
| 法國                    | 14 |  |
| 苏联（2） / 俄羅斯（6） | 8  |  |
| 英国                    | 7  |  |
| 日本                    | 3  |  |
| 苏联（1） / 乌克兰（1） | 2  |  |
| 西德（1） / 德国（1）   | 2  |  |
|                         | 2  |  |
| 比利时                  | 2  |  |
| 伊朗                    | 2  |  |
| 義大利                  | 2  |  |
| 奥地利                  | 1  |  |
| 巴西                    | 1  |  |
| 加拿大                  | 1  |  |
| 芬兰                    | 1  |  |
| 以色列                  | 1  |  |
| 挪威                    | 1  |  |
| 新西兰                  | 1  |  |
| 瑞典                    | 1  |  |

### 世界各大学菲尔兹奖人数
下表展示1936年至2021年世界各高校菲尔兹奖人数分布（只展示前15名）。
| 排名 | 大学             | 大学   | 菲尔兹奖总人数 | 校友 | 长期教职员 | 短期教职员 | 重复* |
| ---- | ---------------- | ------ | -------------- | ---- | ---------- | ---------- | ----- |
| 1    | 哈佛大学         | 美国   | 18             | 7    | 6          | 10         | -5    |
| 1    | 巴黎文理研究大学 | 法國   | 18             | 12   | 7          | 6          | -7    |
| 3    | 普林斯顿大学     | 美国   | 16             | 7    | 11         | 4          | -6    |
| 4    | 伯克利加州大学   | 美国   | 14             | 3    | 7          | 6          | -2    |
| 5    | 剑桥大学         | 英国   | 11             | 8    | 6          | 4          | -7    |
| 6    | 芝加哥大学       | 美国   | 10             | 2    | 6          | 4          | -2    |
| 7    | 麻省理工学院     | 美国   | 8              | 0    | 4          | 4          | 0     |
| 7    | 巴黎-萨克雷大学  | 法國   | 8              | 3    | 4          | 3          | -2    |
| 7    | 斯坦福大学       | 美国   | 8              | 0    | 6          | 2          | 0     |
| 10   | 莫斯科国立大学   | 俄罗斯 | 6              | 6    | 2          | 0          | -2    |
| 10   | 索邦大学         | 法國   | 6              | 4    | 3          | 0          | -1    |
| 10   | 巴黎西岱大学     | 法國   | 6              | 4    | 2          | 2          | -2    |
| 13   | 哥伦比亚大学     | 美国   | 5              | 1    | 4          | 2          | -2    |
| 13   | 波恩大学         | 德国   | 5              | 3    | 2          | 1          | -1    |
| 13   | 纽约大学         | 美国   | 5              | 0    | 2          | 3          | 0     |
| 13   | 石溪大学         | 美国   | 5              | 0    | 3          | 2          | 0     |
| 13   | 耶鲁大学         | 美国   | 5              | 1    | 2          | 2          | 0     |

*：校友、长期教职员、短期教职员的重复计算人数。

## 特殊事件
1954年讓-皮埃爾·塞爾獲菲爾茲獎時年僅28歲，他至今仍是最年輕的得主。
1966年亚历山大·格罗滕迪克拒絕赴莫斯科領菲爾茲獎，以抗議蘇聯在東歐進行軍事行動。
1978年格列戈里·亞歷山德羅維奇·馬爾古利斯受到蘇聯政府阻攔，不能前往赫爾辛基領獎。雅克·蒂茨代他領獎，並致詞：

馬爾古力斯未能親臨典禮，我只能說遺憾之至，在座各位想必亦多有同感。我曾經期盼終可一晤這位數學家，念及赫爾辛基的象徵意義，如此期望確有其理。我僅能從他的工作而知其人，對他由衷佩服，深懷敬意。
本來在1982年於波蘭華沙舉行的大會，因為政局不穩，要延遲一年舉行。得獎名單於該年較早時，在國際數學聯盟第九屆會議宣佈，1983年華沙大會頒發。
1982年獲獎的丘成桐（1990年入籍美國）與2006年獲獎的陶哲轩（澳洲和美國雙國籍）是唯二獲獎的華人。
1990年爱德华·威滕成為至今唯一獲獎的物理學家。
1998年的大會中安德魯·懷爾斯由菲尔兹奖委員會主席尤里·馬寧頒發第一個國際數學聯盟特別獎，以表彰他證明費馬大定理的成就。獲頒特別獎而非菲爾茲奬的原因是他當年已經超過40歲。
2006年格里戈里·佩雷爾曼因證明龐加萊猜想獲授菲爾茲獎，但他不肯接受，並且缺席大會。
2014年玛丽安·米尔札哈尼成为获得菲尔兹奖的第一位女性兼第一位伊朗人。她因為健康原因沒有在大會中作菲爾茲獎報告。阿图尔·阿维拉和曼久尔·巴尔加瓦也分別成為第一位南美洲和第一位印度裔的得獎者。
2018年考切尔·比尔卡尔在獲獎後半小時，其獎章被盜。大會主辦方三日後（8月4日）給他頒發新獎章，此獎章原本是在大會中用作展示的。

## 外部連結
- 數學界的諾貝爾獎 康明昌 （页面存档备份，存于）
- 菲尔兹奖章 _ 国际数学联盟 (IMU) （页面存档备份，存于）